# ZoneAlarm
ZoneAlarm ist der Name einer proprietären Personal Firewall, die von der Firma Check Point (früher Zone Labs) entwickelt wird.

## Geschichte
ZoneAlarm erschien 2000 und entwickelte sich zu einer der beliebtesten Personal Firewalls und wurde anfangs zu den besten ihrer Art gezählt.
Seit Version 6.5 werden die Betriebssysteme Windows 98 SE und ME nicht mehr unterstützt. Seit Version 8.0 wird Windows 2000 nicht mehr unterstützt. Eine auf 32-Bit-Versionen von Windows Vista lauffähige ZoneAlarm-Version ist seit dem 14. Juni 2007 auf Englisch und seit dem 22. Juni 2007 auch auf Deutsch erhältlich. Die Unterstützung von 64-Bit-Versionen der Windows-Betriebssysteme ist – wie den Systemvoraussetzungen der kostenfreien Version zu entnehmen ist – nur für Windows Vista und Windows 7 möglich.

## Technische Details
Der Schwerpunkt der Personal Firewall ZoneAlarm liegt auf einfacher Installation und Konfiguration. Das Produkt gibt es als kostenfreie Version für Privatanwender und als kommerzielle Version unter anderem in Form von ZoneAlarm Pro, die einen größeren Funktionsumfang bietet.
Der Name ZoneAlarm kommt daher, dass die Personal Firewall getrennte Sicherheitseinstellungen für zwei verschiedene Sicherheitszonen – eine für das lokale Netz und eine für das Internet – erlaubt.

## Auszeichnungen
Sowohl die kostenlose als auch die Pro-Edition der ZoneAlarm Firewall wurden 2017 als  Editor’s Choice des englischsprachigen PCMag ausgezeichnet.

## Kritik
- Im Januar 2006 geriet ZoneAlarm in Verdacht, verschlüsselt Daten an den Hersteller zu senden.[7] Laut Hersteller war das ein Programmfehler, der mit der nachfolgenden Version 6.1.744 am 1. März 2006 ausgeräumt wurde.

- Im Herbst 2010 sollte die Benutzerschaft der kostenfreien Version mittels einer fingierten Virenwarnung (Scareware) zum Kauf der (kostenpflichtigen) Internet Security Suite animiert werden.[8] Die deutsche Version war nicht betroffen.[9]

- Das Bundesamt für Sicherheit in der Informationstechnik sieht eine uneinheitliche Bewertung in dem Einsatz von Personal Firewalls. Grundsätzlich verweist das BSI hier auf die Maßnahmen zum sicheren Surfen.[10]